# Sidney Altman
Sidney Altman (Montreal, 7 mei 1939 – Rockleigh (New Jersey), 5 april 2022) was een Canadese moleculair bioloog en Nobelprijswinnaar. Hij werd in 1980 de Sterling Professor van moleculaire en cellulaire biologie en chemie aan de Yale-universiteit. In 1989 wonnen hij en Thomas R. Cech de Nobelprijs voor de Scheikunde voor hun ontdekking van katalytische eigenschappen van RNA.

## Biografie

### Carrière
Altman haalde in 1960 zijn bachelor in natuurkunde aan de MIT. Daarna bracht hij 18 maanden door als student natuurkunde aan de Columbia-universiteit. In 1967 haalde hij een Ph.D. in biofysica aan de Universiteit van Colorado.
Altman focuste zich in zijn werk sterk op de eigenschappen van het ribozym RNase P, een ribonucleoproteïne-deeltje dat bestaat uit zowel een structureel RNA-molecuul als een of meer proteïnes. Oorspronkelijk werd gedacht dat in het bacteriële RNase P complex de proteïne-subunit verantwoordelijk was voor de katalytische eigenschappen van het complex. Tijdens zijn onderzoek ontdekten Altman en zijn team echter dat het RNA-molecuul alleen ook deze eigenschappen bezat. Deze ontdekking leverde hem en Cech de Nobelprijs op. In 2016 ontving Altman de Gouden Lomonosov-medaille van de Russische Academie van Wetenschappen.
Altman was lid van de raad van adviseurs van de Scientists and Engineers for America.

### Persoonlijk leven
Altman trouwde in 1972 met auteur en wetenschappelijk redacteur Ann Körner, dochter van Stephan en Edith Körner. Samen kregen een zoon, Daniel Altman, en een dochter, Leah Altman.
Hij overleed op 5 april 2022 na een lang ziekbed op 82-jarige leeftijd.